# Семисотка (Крым)
Семисо́тка (укр. Семисотка, крымскотат. Suv Ağar, Сув Агъар) — село в Ленинском районе Республики Крым, центр Семисотского сельского поселения (согласно административно-территориальному делению Украины — Семисотского сельсовета Автономной Республики Крым).

## Население
| 2001 | 2014  |
| ---- | ----- |
| 1835 | ↘1583 |

Всеукраинская перепись 2001 года показала следующее распределение по носителям языка
| Язык             | Процент |
| ---------------- | ------- |
| русский          | 66.21   |
| украинский       | 18.58   |
| крымскотатарский | 13.46   |
| белорусский      | 1.09    |
| другие           | 0.16    |

### Динамика численности
| - 1892 год — 25 чел. - 1902 год — 83 чел. - 1904 год — 14 чел. - 1911 год — 16 чел. - 1915 год — 0/53 чел. - 1926 год — 98 чел. | - 1974 год — 1967 чел. - 1989 год — 1173 чел. - 2001 год — 1835 чел. - 2009 год — 1817 чел. - 2014 год — 1583 чел. |

## Современное состояние
На 2017 год в Семисотке числится 13 улиц, 3 переулка и 9 комплексов зданий и сооружений; на 2009 год, по данным сельсовета, село занимало площадь 177 гектаров на которой, в 713 дворах, проживало 1817 человек. В селе действуют средняя общеобразовательная школа и детский сад «Колосок», сельский Дом культуры, библиотека, амбулатория общей практики семейной медицины, отделение Почты России

## География
Расположено в западной части Керченского полуострова, на Акмонайском перешейке, в одноимённой маловодной балке, высота центра села над уровнем моря 25 м. Находится примерно в 23 километрах (по шоссе) на юго-запад от райцентра Ленино, в селе имеется железнодорожная платформа того же названия (на линии Джанкой — Керчь). Транспортное сообщение осуществляется по региональной автодороге 35Н-350 Соляное — Батальное (по украинской классификации — С-0-10843).

## История
Впервые в доступных источниках селение встречается в «…Памятной книжке Таврической губернии на 1892 год», согласно которой в деревне Семисотка Владиславской волости Феодосийского уезда, не входившей ни в одно сельское общество, числилось 25 жителей в 6 домохозяйствах. На верстовой карте Крыма 1896 года в селении Семисотка, она же Сувагар, обозначено 6 дворов с немецким населением и уже существовало лютеранское кладбище.
Согласно энциклопедическому словарю «Немцы России», лютеранско-меннонитское поселение некоего Мейера Джау-Тепе (оно же Парпачи), или Семисотка, было основано крымскими немцами, на 1000 десятинах земли, в 1901 году. По «…Памятной книжке Таврической губернии на 1902 год» в деревне Семисотка числилось 83 жителя в 6 домохозяйствах, а в 1904 году, по словарю «Немцы России», жителей было всего 14 и в 1911—16. По Статистическому справочнику Таврической губернии. Ч.II-я. Статистический очерк, выпуск пятый Феодосийский уезд, 1915 год, в колонии Семисотка (Парпачи) Владиславской волости Феодосийского уезда числилось 6 дворов (все дворы с землёй) с немецким населением в количестве 53 человек «посторонних» жителей, из которых 34 мужчины и 19 женщин. Жители владели 750 десятинами удобной земли. В хозяйствах имелось 51 лошадь, 90 волов, 19 коров и 15 голов овец, свиней, или коз. Согласно списку 1915 года «…русских подданных из австрийских, венгерских или германских выходцев» землевладельцев, опубликованном в газете «Таврические губернские ведомости» в апреле 1915 года, при деревне Семисотка значатся крымские немцы: Гизбрехт Маргарита Ивановна, имевшая 79 десятин земли, Майер Вильгельм Августович — 392,5 дес., братья Ремпель — Иоганн Германович — 157,5 дес. и Абрам Германович — 78,5 дес. и Федерау Иоганн Иоганнович — 79,5 дес. земли.
После установления в Крыму Советской власти, по постановлению Крымревкома от 8 января 1921 года была упразднена волостная система и село вошло в состав вновь созданного Владиславовского района Феодосийского уезда, а в 1922 году уезды получили название округов. 11 октября 1923 года, согласно постановлению ВЦИК, в административное деление Крымской АССР были внесены изменения, в результате которых округа ликвидировались и Владиславовский район стал самостоятельной административной единицей. Декретом ВЦИК от 04 сентября 1924 года «Об упразднении некоторых районов Автономной Крымской С. С. Р.» в октябре 1924 года район был преобразован в Феодосийский и село включили в его состав. Согласно Списку населённых пунктов Крымской АССР по Всесоюзной переписи 17 декабря 1926 года, в селе Семисотка, Ак-Монайского сельсовета Феодосийского района, числилось 18 дворов, из них 10 крестьянских, население составляло 98 человек, из них 48 немцев, 24 русских, 19 украинцев, 1 грек, 6 записаны в графе «прочие». Постановлением ВЦИК «О реорганизации сети районов Крымской АССР» от 30 октября 1930 года (по другим сведениям 15 сентября 1931 года) Феодосийский район упразднили и село включили в состав Ленинского. Вскоре после начала Великой Отечественной войны, 18 августа 1941 года крымские немцы были выселены, сначала в Ставропольский край, а затем в Сибирь и северный Казахстан.

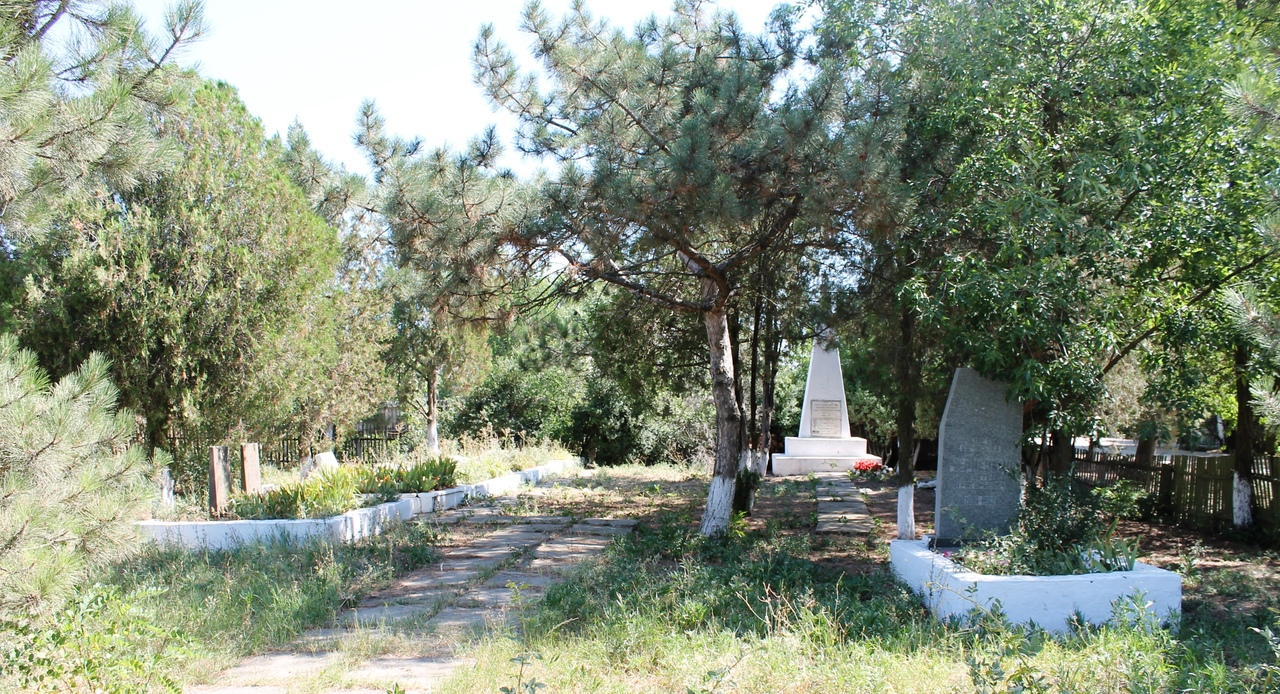
Братское захоронение советских воинов

Во время Великой Отечественной войны в районе села, на Акмонайских позициях, после Керченско-Феодосийской десантной операции в январе — мае 1942 года шли ожесточённые бои частей 51-й армии с фашистами. Погибшие в этих боях, а также павшие при освобождении Керченского полуострова в апреле 1944 году захоронены в братских могилах в Семисотке — всего 702 человека, фамилии 97 установлены. Также здесь похоронен погибший 23 марта 1942 года в воздушном бою Герой Советского Союза майор Михаил Федосеев. На месте захоронения создан мемориал из группы могил и памятника-пирамидки, постановлением Совета министров Республики Крым № 627 от 20 декабря 2016 года отнесённый к категории объектов культурного наследия России.
С 25 июня 1946 года Семисотка в составе Крымской области РСФСР, а 26 апреля 1954 года Крымская область была передана из состава РСФСР в состав УССР. Время создания сельсовета пока не установлено, на 1960 год он уже существовал. По данным переписи 1989 года в селе проживало 1173 человека. С 12 февраля 1991 года село в восстановленной Крымской АССР, 26 февраля 1992 года переименованной в Автономную Республику Крым. С 21 марта 2014 года в составе Крыма аннексирована Россией.